# AVATR
AVATR(アバター, 中: 阿维塔)は長安汽車によって2018年に設立された中華人民共和国の自動車メーカー。重慶市に本社を置く。

## 概要
2018年にNIOと長安汽車によって前身となる長安蔚来新能源汽車科技有限公司が設立された。
2020年6月、NIOの創業者であり、長安蔚来新能源汽車科技有限公司の会長を務めていた李斌が辞任し、後継として長安汽車の副総裁を務める譚本宏が会長に就任した。また、取締役も長安汽車の幹部に交代した。長安汽車は長安蔚来新能源汽車科技有限公司に対して92%増資し、長安汽車の持株比率が95.38%、NIOの持株比率は4.62%となった。
2020年11月、長安汽車はバッテリー大手である寧徳時代と、通信機器大手であるファーウェイとの協力により、ハイエンドのコネクテッドカーブランドを立ち上げると発表した。
2021年8月20日、重慶財産権取引所に上場し、24.2億元の資金調達を行った。これにより、持株比率は長安汽車39.02%、寧徳時代28.99%、重慶両江基金連合体持股20.88%となった。
2021年5月20日、社名を現在のAVATRに改名した。
2021年11月15日、長安汽車(Chang'an)、ファーウェイ(HUAWEI)、寧徳時代の頭文字と中国の英語表記を掛けて"CHN"と呼び、この"CHN"によってAVATRをグローバルなハイエンドブランドに育てるとの声明を発表した。
2021年11月20日、上海で最初の車種となる阿維塔11を発表した。中型SUVの電気自動車で、自動運転や車載システムのパッケージであるHUAWEI INSIDEを採用した。また、寧徳時代のバッテリーを採用し、航続距離は700km以上としている。内装や詳細な性能などは発表されず、2022年第2四半期に公表するとしている。